# Cuget Liber
Cuget Liber este un ziar regional din Dobrogea din România, cu sediul în Constanța.  

## Istoric
Primul număr al ziarului este publicat la data de 25 septembrie 1944.  Incepand cu 1948, cotitdianul isi schimba numele in „Dobrogea Nouă”, functionand ca „oficios” local al autorităților comuniste din Constanța, în practică, organ de presă al partidului la nivel județean/regional. Presa locală din perioada comunistă era integrată în sistemul de propagandă; la Constanța, „Dobrogea Nouă” a preluat rolul și tirajul cotidianului.
După căderea regimului, „Dobrogea Nouă” dispare pe 22 decembrie 1989, iar pe 23 decembrie apare „Cuget Liber”, ca reluare a vechii denumiri și identități. Fotoreportaje locale surprind exact această „schimbare de frontispiciu” de pe o zi pe alta.